# Bellbrook, Ohio
Bellbrook är en stad i Greene County i Ohio. Vid 2010 års folkräkning hade Bellbrook 6 943 invånare.